# 大学キングダム
『大学キングダム』（だいがくキングダム）は、2019年11月16日から2019年12月21日までAbemaTVで配信されていたバラエティ番組である。

## 内容
知力・体力・人脈を5大学の代表が競うユニバーシティバラエティ。番組側の提示ジャンルは青春バラエティ番組。
本編は2019年11月16日、AbemaSPECIALチャンネルで開始。関連番組『JKキングダム』は2019年11月11日、AbemaSPECIALチャンネルで開始。全6回。
司会は初メインMCとなるEXITの2人が担当。5つの大学の対抗戦を毎回さまざまな競技で行い。出場する学生は各大学でタレントなど著名活動する代表がリーダーとなり、キャンパス内でスカウトする。
題字は書家の田中象雨が担当。収録は彩の国さいたま芸術劇場で行われていた。

## 出演者

### MC
- EXIT（りんたろー。、兼近 大樹）

### 各大学リーダー
- 東京大学 - 二宮陽二郎（Mr.ギガキャンパス）[6]
- 早稲田大学 - 大野遼大（イベンター）
- 慶應義塾大学 - 堀池秀（企業家、インフルエンサー）
- 上智大学 - 茂木響平（ライター）
- 日本大学 - 若林永輔（N4）
  - 他のN4メンバー（楠晴海、稲毛太一、西潟應二朗）は副リーダーとして出演。

### JKキングダム
- みぎてやじるし ひだりてはーと（まやりん、ルナ、まなまな、れいたぴ）

## 配信内容
大学キングダム
| # | 配信日         | サブタイトル                                                 |
| - | -------------- | ------------------------------------------------------------ |
| 1 | 2019年11月16日 | ギネス記録保持者参戦! 「腕上げキングダム」                   |
| 2 | 2019年11月23日 | 世界大会優勝者も参戦! 大学対抗ダンス対決                     |
| 3 | 2019年11月30日 | 東大ミスコン美少女も参戦! 「タピオカキングダム」／前半・後半 |
| 4 | 2019年12月7日  | 大学カップルが集結! カップルスクワットキングダム／前半・後半 |
| 5 | 2019年12月14日 | 有名演劇部が登場! 「涙キングダム」                           |
| 6 | 2019年12月21日 | 最終対決! 遂にキングダム決定！空気椅子リレー対決             |

JKキングダム
| # | 配信日         | サブタイトル                                                                 |
| - | -------------- | ---------------------------------------------------------------------------- |
| 1 | 2019年11月11日 | 腕上げキングダム! 和太鼓のリズムに合わせ、タオルに腕を天高く突き上げ続けろ！ |
| 2 | 2019年11月18日 | 顔キングダム! 悲しみ喜びを顔で表せ！                                         |
| 3 | 2019年11月25日 | JK vs タピオカ500粒!? 初代JKキングダム最終決定戦『タピオカ大食いキングダム』 |

## スタッフ
- ナレーター、実況：市川勝也
- プロデューサー：白石堅太郎、川﨑一輝
- 制作協力：いまじん、MMJ
- 制作著作：AbemaTV

## 音楽

### オープニングテーマ
安室奈美恵「Hero」